# 保田一隆
保田 一隆（やすだ かずたか、1952年8月21日 - ）はJRA・美浦トレーニングセンターに所属していた元調教師である。父は保田隆芳元調教師。

## 来歴
1979年4月、父の厩舎である美浦・保田隆芳厩舎の調教助手となる。
1996年、調教師免許を取得する。
1997年3月、定年となった父の厩舎を引き継ぐかたちで厩舎を開業する。
1998年、 第58回皐月賞をセイウンスカイが制し初の重賞勝利がGI勝利となる。
2012年11月20日付で、調教師を勇退した。通算成績は中央2790戦92勝、地方41戦3勝。

## 調教師成績
|            | 日付          | 競馬場・開催  | 競走名       | 馬名               | 頭数 | 人気 | 着順 |
| ---------- | ------------- | ------------- | ------------ | ------------------ | ---- | ---- | ---- |
| 初出走     | 1997年3月2日  | 2回中山4日1R  | 4歳未勝利    | オンワードアモーレ | 16頭 | 14   | 14着 |
| 初勝利     | 1997年4月27日 | 2回東京4日8R  | 5歳上500万下 | アラビックスター   | 11頭 | 6    | 1着  |
| 重賞初出走 | 1998年3月8日  | 2回中山4日11R | 弥生賞       | セイウンスカイ     | 13頭 | 3    | 2着  |
| 重賞初勝利 | 1998年4月19日 | 3回中山8日11R | 皐月賞       | セイウンスカイ     | 18頭 | 2    | 1着  |

### 主な管理馬
- セイウンスカイ（1998年皐月賞、京都大賞典、菊花賞、1999年日経賞、札幌記念）
- トウショウナイト（2005年京都記念2着、日経賞2着、2006年アルゼンチン共和国杯、2007年日経賞2着）

## 主な厩舎所属者
※太字は門下生。括弧内は厩舎所属期間と所属中の職分。
- 菅原隆一（2010年-2012年 騎手）